# Vera Deér
Vera Deér (* 3. März 1912 in Budapest; † 29. Juli 1994 in Baden bei Wien) war eine ungarisch-österreichische Bildhauerin.

## Leben
Vera Deér wurde als Tochter von Hermann August Dér (* 1878) und Elsa Laura Dér geb. Kohn (* 1879) als deren dritte Tochter geboren. Die Familie führte bis zum Jahr 1918 den Namen Deutschländer. Die Eltern wurden 1944 in Budapest ihrer jüdischen Herkunft wegen verhaftet. Über deren weiteres Schicksal ist bis heute nichts bekannt. Im Juni 1930 legte Vera Deér am Mädchenlyzeum Szilagyi Erzsebet im II.Bezirk in Budapest ihre Maturaprüfung ab. Anschließend besuchte sie die private Tanz- und Gymnastikschule von Olga Szentpál, in der nach der Methode von Émile Jaques-Dalcroze gelehrt wurde. Gymnastische Übungsarten  bauten auf rhythmisch-musikalischem Empfinden auf, der Unterricht umfasste auch kunsthistorische und ästhetische Erziehung, die ihr Vorbild in der griechischen Antike sah. Diese Ausbildung begründete nicht nur zunächst Vera Deérs Hinwendung zum Theater, sondern später auch zur Bildhauerei. Im Jahr 1934 wurde sie von dem Schauspieler und Schauspiellehrer Ódry Árpád in die Schauspielakademie in Budapest aufgenommen. Engagements 1935/36 in Szeged, 1936/37 in Pécz und weitere Tourneeverpflichtungen sollten folgen. Ihre Schwester Marianne (1905–1971), die später als Malerin Erfolg haben sollte, brachte sie früh mit der Bildenden Kunst in Berührung.
Am 19. April 1941 heiratete Vera Deér den Arzt Andreas Tibor Stefan Soóky. Die Ehe wurde am 3. September 1946 geschieden.
Auf der Suche nach ihren offensichtlich deportierten Eltern wurde Vera Deér im Juli 1944 von der deutschen Besatzungsmacht in Budapest inhaftiert. Ihre Entlassung kurz nach dem Attentat auf Adolf Hitler am 20. Juli 1944 führte sie auf eine kurzzeitige Verunsicherung der deutschen Besatzungsbehörden zurück. Bis zum Kriegsende lebte Vera Deér im Untergrund.
Ab 1946 arbeitete sie für zwei Jahre als Sprecherin beim ungarischen Rundfunk, bis sie im Jahr 1948 nach Österreich emigrierte. Am 9. August 1948 wird ihr von einer Einheit des Headquarters der United States Forces in Austria bestätigt, in der US Zone Vienna registriert worden zu sein. Zur Sicherung ihrer Existenz übernahm sie von 1951 bis 1953 die Leitung des Altersheimes für Flüchtlinge Haus Norwegen in Steindorf am Ossiacher See.
Im August 1965 konnte Vera Deér ein Atelier in der Steindlgasse 2 im I. Bezirk Wiens beziehen, das zwischen der Apotheke Zum Weißen Storch, Tuchlauben 9, und der Gösser Bierklinik, Steindlgasse 4, mit der Glasfront nach Nordosten zur Kleeblattgasse hin gelegen war. Dieses Atelier mit zwei Kabinetten sollte sie bis zu ihrem Lebensende behalten. In ihren letzten Lebensjahren verbrachte sie die Wintermonate in Baden bei Wien. Begraben wurde Vera Deér auf dem Bergfriedhof der Stadtgemeinde Gloggnitz am Fuße des Semmerings. Der Grabstein trägt neben ihrem Namen auch den ihrer Eltern zu deren Gedächtnis. Auf dem Stein steht ein Abguss der im Jahr 1987 abgeschlossenen Statue I.

## Studium und Werke
Im Jahr 1955 bewarb sich Vera Deér um die Aufnahme in die Akademie der Bildenden Künste in Wien und wurde von Fritz Wotruba in die Meisterschule für Bildhauerei aufgenommen. Fünf Jahre später, am 1. Juli 1960, erhielt sie ihr Diplom als „Akademischer Bildhauer“. Zeitgleich mit ihr studierten bei Fritz Wotruba Alfred Hrdlicka, Joannis Avramidis und Erwin Reiter.
Nach dem Studium richtete sie sich zunächst ein kleines Atelier in einer Wohnung in einem Gemeindebau in Wien-Floridsdorf ein. Von der Gartenverwaltung der Stadt Wien erhielt sie außerdem die Zusicherung, in einem nahegelegenen städtischen Betriebshof größere bildhauerische Arbeiten zu verwirklichen. Für kurze Zeit wurde sie als Praktikantin in die Dombauhütte des Stephansdoms aufgenommen. Eine Kopie der Hände und des Kopfes der im Volksmund Zahnwehchristus genannten Figur, die in einer Nische hinter der Apsis des Stephansdomes aufgestellt ist, in Stein ausgeführt. Noch in Floridsdorf begann sie einen Torso aus rotem Salzburger Marmor. 1962 erwarb das Österreichische Unterrichtsministerium einen Kopf aus Badener Konglomerat. Von der Stadt Wien erhielt sie den Auftrag für einen Trinkbrunnen in einem Kinderhort, den sie realisierte. Ein als Kugel geformter weißer Marmor ist auf einen Würfel aus schwarzem Marmor gesetzt.
Ihr bildhauerischer Nachlass mit Zeichnungen, schriftlichen Dokumenten, Korrespondenzen und einigen Urkunden ihrer Eltern ist erhalten.

## Ausstellungen

### Einzelausstellung
- 10. März 1991–24. April 1991 Neue Galerie. Staatliche und Städtische Kunstsammlungen Kassel, Vera Deér Skulptur und Zeichnungen

### Gruppenausstellungen
- 17. Januar 1968 Galerie Würthle Wien, Der Kopf. Graphik Bild Skulptur
- 03. März 1977–17. März 1977 Das Collegium Hungaricum und die Österreichisch-Ungarische Vereinigung, Gedenkausstellung der Malerin Marianne Dér (1905–1971)
- 16. Juni 1982–22. August 1982 Kasseler Kunstverein, Torso als Prinzip
- 17. Dezember 1982–30. Januar 1983 MŰCSARNOK BUDAPEST, TISZTELET A SZÜLŐFÖLDNEK (HOMMAGE À LA TERRE NATALE)